# 巴约尔蒙
巴约尔蒙（法語：Bailleulmont，法語發音：[bajœlmɔ̃]）是法国上法兰西大区加来海峡省的一个市镇，属于阿拉斯区。

## 地理
巴约尔蒙（50°12'54"N, 2°36'48"E）面积5.41 平方千米，位于法国上法蘭西大區加来海峡省，该省份为法国北部沿海省份，西北濒北海，南至索姆省，东临北部省。
与巴约尔蒙接壤的市镇（或旧市镇、城区）包括：阿图瓦地区古伊、安贝尔康、波米耶、巴约尔瓦勒、巴万库尔、贝尔勒欧布瓦、拉科希、拉埃利耶尔。
巴约尔蒙的时区为UTC+01:00、UTC+02:00（夏令时）。

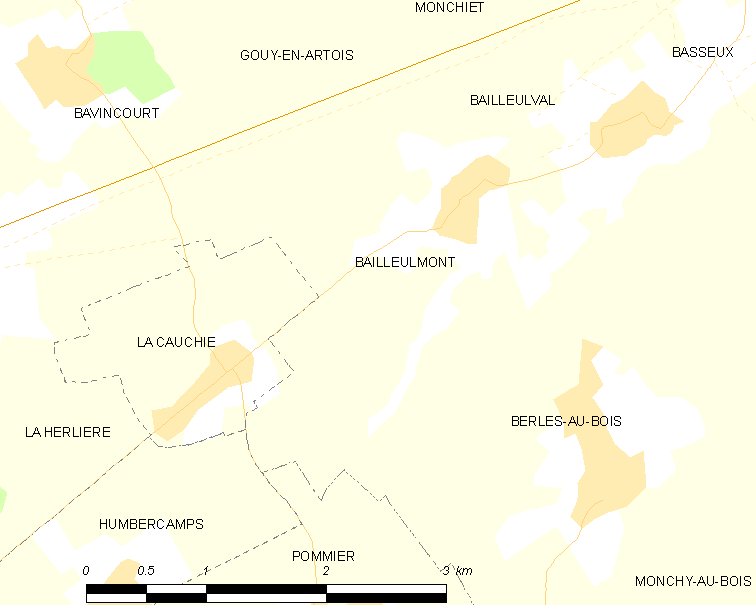
巴约尔蒙的OSM定位图

## 行政
巴约尔蒙的邮政编码为62123，INSEE市镇编码为62072。

## 政治
巴约尔蒙所属的省级选区为阿韦讷勒孔特县。

## 人口

1962-2008年间巴约尔蒙人口变化图示

巴约尔蒙于2022年1月1日时的人口数量为216人。